# Beauficel-en-Lyons
Beauficel-en-Lyons é uma comuna francesa na região administrativa da Normandia, no departamento de Eure. Estende-se por uma área de 7,14 km². Em 2010 a comuna tinha 191 habitantes (densidade: 26,8 hab./km²).